# Rappenstein
Rappenstein je planina u Lihtenštajnu u lancu Rätikon u istočnim Alpama s visinom od 2,222 metara.